# Глущенко Михайло Гнатович
Михайло Гнатович Глу́щенко (нар. 8 лютого 1909, Люботин — пом. 18 листопада 1981, Харків) — український радянський художник; член Харківської організації Спілки радянських художників України з 1968 року.

## Біографія
Народився 26 січня [8 лютого] 1909 року в слободі Люботині (нині місто Харківської області, Україна). Упродовж 1927—1932 років навчався у Харківському художньому інституті у Михайла Шаронова, Олексія Кокеля. Дипломна робота — картина «Зміна. Донбас» (олія, керівник Семен Прохоров).
Брав участь у німецько-радянській війні, під час якої зробив понад 100 рисунків (акварель, туш, вугілля). Нагороджений орденом Вітчизняної війни I ступеня,
орденом Червоного Прапора, двома орденами Червоної Зірки, медалями.
Жив у Харкові в будинку на проспекті Косіора, № 31, квартира № 60. Помер у Харкові 18 листопада 1981 року.

## Творчість
Працював у галузях живопису, станкової і книжкової графіки, монументально-декоративного мистецтва. Серед робіт:
- альбом портретів українських письменників (1932);
- «Розстріл лейтенанта Шмідта на острові Березані» (1934, картина);
- плакат «Пам'ятай!» (1941);
- «Зв'язківці», «Мінери», «Повітряний бій», «Оборона Новоросійська» (усі — 1941—1944, акварель);
- «Фронтовий малюнок» (1944);
- «Партизанська весна» (1960, картина);
- «Портрет дівчики у гуцульському вбранні» (1961);
- «Табунщики» (1962, картина);
- «Реве та стогне Дніпр широкий…» (1962, автолітографія за мотивом балади Тараса Шевченка «Причинна»;
- «На трубному заводі» (1963, ліногравюра);
- «Відьма», «Чума» (1964, ліногравюра, акварель);
- «На Азовському морі» (1965);
- «Південний Урал» (1969);
- «Йшли в дозор вартові» (1969, ліногравюра);

серії
- «Життя Тараса Шевченка» (1961, літографії):
  - «Арешт Тараса Шевченка»;
  - «Тарас Шевченко в Академії мистецтв»;
- «Бухенвальд» (1962, ліногравюри);
- «Петроград 1918 року» (1964—1968, ліногравюри);
- «Пейзажі Харківщини» (1965);
- «Не забуваємо — пам'ятаємо!» (1967, ліногравюри);
- «Південний Урал» (1969, ліногравюри).

Книжковою графікою займався протягом 1929—1966 років, ілюстрував книги для видавництв «Молодь», «Радянський письменник» та інших, зокрема:
- «Контрудар» Іллі Дубинського (1930);
- «Вуркагани» Івана Микитенка (1931);
- «Повісті» Марка Вовчка (1939);
- «Будинок біля дороги» Олександра Твардовського (1948);
- «Сіверський Донець» Віталія Буханова (1957);
- «У тайгових глибинах» Миколи Михаєвича (1959);
- «Перед жнивами» Івана Шутова (1960);
- «Вночі буде гроза» Рафаїла Брусиловського (1963).

Також автор ілюстрацій до творів Анрі Барбюса, Петра Павленка, Юрія Яновського, Панаса Мирного, Олександра Пушкіна. Автор естампів, які зберігаються у Харківському художньому музеї.
Брав участь у республіканських виставках з 1932 року. Персональні виставки відбулися у Харкові у 1932, 1963, 1969 роках, Челябінську в 1945 році, Києві у 1946 році, Тарту, Ужгороді у 1946—1948 роках, Балаклії у 1974 році.